# Plectropomus oligacanthus
Plectropomus oligacanthus är en fiskart som först beskrevs av Bleeker, 1854.  Plectropomus oligacanthus ingår i släktet Plectropomus och familjen havsabborrfiskar. IUCN kategoriserar arten globalt som nära hotad. Inga underarter finns listade i Catalogue of Life.